# Charles Gordone
Charles Gordone (ur. 1925, zm. 1995) – dramaturg amerykański, pierwszy autor pochodzenia afrykańskiego wyróżniony Nagrodą Pulitzera w kategorii dramatu za sztukę No Place to Be Somebody z 1970. Naprawdę nazywał się Charles Edward Fleming. Urodził się 12 października 1925 w Cleveland w stanie Ohio. Jego rodzicami byli William i Camille Fleming. Matka powtórnie wyszła za mąż za Williama L. Gordona, a Charles otrzymał jego nazwisko. Kiedy został aktorem, dodał do nazwiska końcowe "e" z racji tego, że w środowisku (w związku zawodowym Actors Equity) był już jeden Charles Gordon. Zmarł na raka 17 listopada 1995 w College Station w Teksasie.